# Leipiörivier
De Leipiörivier (Zweeds: Leipiöjoki) is een rivier die stroomt in de Zweedse  gemeente Övertorneå.  De rivier ontstaat door samenvloeiing van een aantal beken. Ze stroomt zuidwaarts en voegt zich bij Neistenkangas bij de Torne, ze is 26,5 kilometer lang (inclusief bronbeken).